# 臺北市私立奎山實驗高級中學
臺北市私立奎山實驗高級中學（舊稱臺北市私立奎山中學）是一所位於臺北市北投區的私立學校，設有中學部（高中部及國中部）、小學部與附設幼稚園。全校師生總計八百多人，施行小班小校教育（國中小部21班，高中部3班）。

## 校史
- 1963年8月，由陸軍上將王昇的夫人王熊慧英與數位友人取得陽明山下土地，共同籌辦奎山學校。校地早期涵蓋今臺北市立圖書館石牌分館、中華郵政北投明德郵局及明德路208巷等地，後因都市計畫而被台北市政府徵收。

- 2015年，奎山國中與奎山小學合併改制為「臺北市私立奎山實驗高級中學」附設中學部及小學部。11月，校地從國小用地變更為私立奎山中學用地。

## 爭議事件
2021年5月29日，全國因COVID-19疫情而處於三級警戒期間，奎山中學董事會違反中華民國教育部停辦實體畢業典禮規定，仍照常舉行奎山實中高中部畢典，帶頭違法行徑引發輿論批判。臺北市政府教育局表示，雙方討論未果後，該校行為將送私校委員會討論懲處，並處以新台幣30萬元罰鍰，同時給予減班或停招等處分。

## 知名校友
- 蔣友柏：蔣中正家族第四代、蔣孝勇長子，橙果設計創辦人。
- 蔣友常：蔣中正家族第四代、蔣孝勇次子，現為捷安特美學中心設計總監。
- 吳昕紘：新光集團吳火獅家族第三代、吳東賢長子，現任新光產物保險董事長。
- 吳昕嬡：新光集團吳火獅家族第三代、吳東賢長女，台玻集團第三代、財務部總經理林嘉明（林伯淳子）之妻。
- 吳昕恩：新光集團吳火獅家族第三代、吳東賢次子，現任新光紡織董事長[4]。

## 外部連結
- 台北市私立奎山實驗高級中學 （页面存档备份，存于）
- English article （页面存档备份，存于）